# Barbotan
Barbotan — метеорит-хондрит масою 9000 грам. Впав 24 липня 1790 року в районі департаменту Жер, в Аквітанії на південному заході Франції. Частина уламків зберігається в Російській Академії Наук, найбільший зразок має масу 9 кг.
В результаті метеоритного дощу був пошкоджений котедж, загинули фермер і кілька корів..
Падіння було засвідчено бургомістром і міською ратушею. Попри це, вчені піддали падіння сумніву, оскільки наука в той час заперечувала «падіння каменів з неба». Французький вчений Бертолле зазначив:
|  | Як сумно, що цілий муніципалітет заносить до протоколу народні казки, видаючи їх за дійсно бачене, тоді як не тільки фізикою, а й нічим розумним взагалі їх не можна пояснити |